# Daphne Koller
Daphne Koller (in ebraico דפנה קולר‎?; Gerusalemme, 27 agosto 1968) è un'informatica e docente israeliana naturalizzata statunitense, una delle fondatrici di Coursera, una piattaforma di istruzione online. Ha una cattedra presso il Dipartimento di informatica dell'Stanford ed è beneficiaria della MacArthur Fellowship. La sua area di ricerca generale è l'intelligenza artificiale e le sue applicazioni nelle scienze biomediche. Il suo nome è stato inserito all'interno dell'articolo 10 tecnologie emergenti che cambieranno il tuo mondo pubblicato nel 2004 del MIT Technology Review sull'argomento dell'apprendimento automatico bayesiano.

## Biografia
Ha conseguito una laurea presso l'Università Ebraica di Gerusalemme nel 1985, all'età di 17 anni, e un master presso la stessa istituzione nel 1986, all'età di 18 anni. Ha completato il suo dottorato ricerca a Stanford nel 1993 sotto la supervisione di Joseph Halpern.
Koller è sposato con Dan Avida, un venture capitalist di Opus Capital.

## Carriera

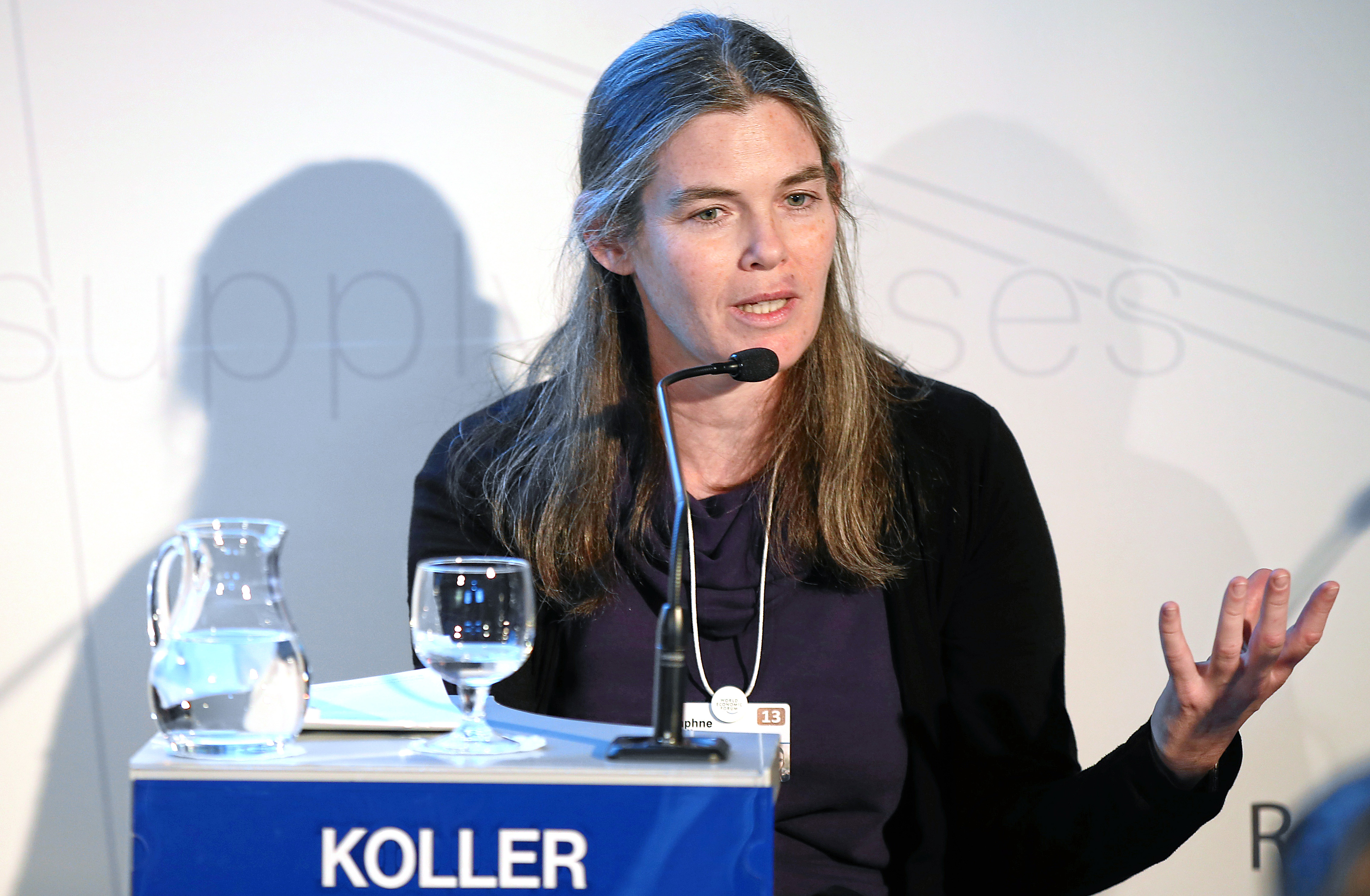

Dopo il suo dottorato di ricerca, Koller ha svolto ricerche post-dottorato presso l'Università della California - Berkeley dal 1993 al 1995 e si è unita al Dipartimento di Informatica dell'Università di Stanford nel 1995. È stata nominata MacArthur Fellow nel 2004, è stata eletta nella National Academy of Engineering nel 2011 e fa parte dell'American Academy of Arts and Sciences dal 2014.
Ad aprile 2008, Koller ha ricevuto il primo premio ACM Award in Informatica del valore di 150.000 di dollari da parte di Infosys Foundation.
Nel 2012, lei e Andrew Ng, un collega del laboratorio di intelligenza artificiale, professore di informatica di Stanford, hanno lanciato Coursera. Nell'azienda Daphne Koller ha ricoperto il ruolo di co-CEO di Ng, quindi di presidente di Coursera. Per il suo contributo alla formazione on-line è stata nominata una delle 10 persone più importanti nel 2010 di Newsweek, una della 100 persone più influenti nel 2012 dalla rivista Time e una delle persone più creative del 2014 da parte di Fast Company.
Nel 2016 ha lasciato Coursera per diventare Chief Computing Officer di Calico e due anni più tardi ha lasciato Calico per unirsi a Insitro, una startup per la scoperta di farmaci.
Daphne Koller è interessata principalmente alla rappresentazione, inferenza, apprendimento e processo decisionale, con particolare attenzione alle applicazioni di visione artificiale e biologia computazionale. Insieme a Suchi Saria e Anna Penn della Stanford University, Koller ha sviluppato il modello PhysiScore, che utilizza vari elementi di dati per prevedere se i bambini prematuri potrebbero avere problemi di salute.
Nel 2009, ha pubblicato un libro di testo su modelli grafici probabilistici insieme a Nir Friedman., offrendo un corso online gratuito sull'argomento a partire da febbraio 2012.
Lise Getoor, Mehran Sahami, Suchi Saria, Eran Segal e Ben Taskar sono stati alcuni dei suoi ex studenti, .
Koller ha contribuito con un capitolo al libro 2018 Architects of Intelligence: The Truth About AI from the People Building scritto dal futurista americano Martin Ford

## Premi e riconoscimenti
- 1994: Arthur Samuel Thesis Award[15]
- 1996: Faculty Fellowship, Sloan Foundation
- 1998: Premio Young Investigator, Office of Naval Research
- 1999: Premio presidenziale per la carriera precoce per scienziati e ingegneri (PECASE)
- 2001: Premio IJCAI Computers and Thought
- 2003: Medaglia Cox, Stanford
- 2004: MacArthur Fellow
- 2004: Oswald G. Villard Fellow per Insegnamento universitario presso la Stanford University[16]
- 2007: Premio ACM in Informatica
- 2008: Premio ACM / Infosys
- 2010: Nelle 10 persone più importanti di Newsweek
- 2010: Huffington Post 100 Game Changer
- 2011: Eletto alla National Academy of Engineering
- 2013: Le 100 persone più influenti della rivista Time[17]
- 2014: Componente dell'American Academy of Arts and Sciences
- 2014: Fast Company Most Creative People in Business[18]
- 2017: Eletto membro dell'ISCB dall'International Society for Computational Biology (ISCB)[19]